# سیدنی میلر (بازیگر)
سیدنی میلر (انگلیسی: Sidney Miller; ۲۲ اکتبر ۱۹۱۶ – ۱۰ ژانویهٔ ۲۰۰۴) بازیگر، کارگردان سینما و تلویزیون، نویسنده و ترانه‌سرا اهل ایالات متحده آمریکا بود. وی بین سال‌های ۱۹۳۱ تا ۱۹۹۷ میلادی فعالیت می‌کرد.

## فیلم‌شناسی

### بازیگر
- ۱۹۳۲: بانو و آقا در نقش Member of 8th Grade Graduating Class (در عنوان‌بندی نیامده)
- ۱۹۳۲: سه نفر با یک کبریت در نقش Willie Goldberg (در عنوان‌بندی نیامده)
- ۱۹۳۳: شهردار جهنم در نقش Izzy
- ۱۹۳۴: نان روزانه ما در نقش Cohen's Son (در عنوان‌بندی نیامده)
- ۱۹۳۸: شهرک پسرها در نقش Mo Kahn
- ۱۹۳۹: بی‌تجربه‌ها در نقش Sid (در عنوان‌بندی نیامده)
- ۱۹۴۲: سنکپ در نقش Herbert (در عنوان‌بندی نیامده)
- ۱۹۴۴: فرزند خلف در نقش Soda Clerk (در عنوان‌بندی نیامده)
- ۱۹۵۲: تک‌تیرانداز در نقش Intern (در عنوان‌بندی نیامده)
- ۱۹۷۲: آنچه همیشه می‌خواستید درباره سکس بدانید* (* ولی می‌ترسیدید بپرسید) در نقش George
- ۱۹۷۴: به خاطر پیت
- ۱۹۷۵: دکتر مارکوس ولبی (مجموعه تلویزیونی) در نقش Ben Leona
- ۱۹۸۶: معجزه کوچک (مجموعه تلویزیونی)

### کارگردان
- ۱۹۵۴–۱۹۵۵: The Donald O'Connor Show (مجموعه تلویزیونی)
- ۱۹۵۵–۱۹۵۷: The Mickey Mouse Club (مجموعه تلویزیونی)
- ۱۹۵۷: Walt Disney's Wonderful World of Color (مجموعه تلویزیونی)
- ۱۹۵۸–۱۹۶۰: Bachelor Father (مجموعه تلویزیونی)
- ۱۹۵۹: The 30 Foot Bride of Candy Rock
- ۱۹۵۹–۱۹۶۱: The Ann Sothern Show (مجموعه تلویزیونی)
- ۱۹۶۰: Peter Loves Mary (مجموعه تلویزیونی)
- ۱۹۶۳: مریخی محبوب من (مجموعه تلویزیونی)
- ۱۹۶۵: افسونگر (مجموعه تلویزیونی)
- ۱۹۶۵: McHale's Navy (مجموعه تلویزیونی)
- ۱۹۶۵: Dr. Kildare (مجموعه تلویزیونی)
- ۱۹۶۵: The Smothers Brothers Show (مجموعه تلویزیونی)
- ۱۹۶۵: My Mother the Car (مجموعه تلویزیونی)
- ۱۹۶۵: خانواده آدامز (مجموعه تلویزیونی)
- ۱۹۶۵–۱۹۶۶: Please Don't Eat the Daisies (مجموعه تلویزیونی)
- ۱۹۶۶: Honey West (مجموعه تلویزیونی)
- ۱۹۶۷: مانکیز (مجموعه تلویزیونی)
- ۱۹۶۷: Get Smart (مجموعه تلویزیونی)
- ۱۹۷۷: The Skatebirds (مجموعه تلویزیونی)